# موقعیت‌یاب دوربرد
دوربردیاب  (به انگلیسی: Long range locator) کلاسی از فلزیابهاست که گول‌زننده شناخته می‌شود. ظاهراً قادر به آشکارسازی انواع مواد، مانند طلا، مواد دارویی و مواد منفجره می‌باشد. عده‌ای اصل تشدید را عامل آشکارسازی می‌دانند.

## تئوری عملکرد
بسیاری از شکارچیانِ گنچ یا افرادی که به‌دنبال اشیاء مدفون‌شده در زیر خاک هستند.